# Edward C. Schmults
Edward C. Schmults (* 6. Februar 1931 in Paterson, New Jersey) ist ein ehemaliger US-amerikanischer Rechtsanwalt und Wirtschaftsmanager, der unter anderem stellvertretender US Attorney General war.

## Leben
Schmults studierte nach dem Schulbesuch ab 1949 an der Yale University, wo er 1953 seinen Bachelor of Science (B.S.) abschloss. Danach war er bis 1955 Mitglied des United States Marine Corps.
Bis 1957 absolvierte er ein Studium der Rechtswissenschaften an der Law School der Harvard University und schloss dieses Studium 1958 mit einem Bachelor of Laws (LL.B.) ab.
Nach seiner darauf folgenden anwaltlichen Zulassung im Bundesstaat New York arbeitete er von 1958 bis 1965 angestellter Rechtsanwalt in der Anwaltskanzlei White & Case. Ab 1965 war er bis 1973 Partner in der auf Gesellschaftsrecht und Aktiengesetz spezialisierte Großkanzlei mit Hauptsitz in New York City.
1973 trat er in den Regierungsdienst ein und wurde zunächst Chefrechtsberater im US-Finanzministerium und im Anschluss, von Juli 1974 bis Oktober 1975, Unterstaatssekretär. Während dieser Zeit erhielt er auch den Alexander Hamilton-Preis, die höchste Auszeichnung des Finanzministeriums.
Im Anschluss war er zwischen Oktober 1975 und Januar 1977 stellvertretender Rechtsberater von Präsident Gerald Ford beim Stabschef des Weißen Hauses.
Nach dem Amtsantritt von Präsident Jimmy Carter kehrte er 1977 als Partner zur Kanzlei White & Case zurück, ehe er von Februar 1981 bis 1984 als US Deputy Attorney General stellvertretender Justizminister in der Regierung von Präsident Ronald Reagan war. Im Januar 1984 trat er von diesem Amt zurück.
Nach seinem Ausscheiden aus dem Staatsdienst spendete er rund 46.000 Seiten unveröffentlichter Schriften, aus den Jahren 1973 bis 1981, deren Urheberrechte er besaß, dem Nationalarchiv der Vereinigten Staaten.
Im Anschluss wechselte Schmults, der 1974 auch eine anwaltliche Zulassung im District of Columbia erhielt und auch Mitglied der Anwaltsvereinigung von New York City wurde, in die Privatwirtschaft und war unter anderem Mitglied des Board of Directors der Federal Financing Bank, der Securities Investors Protection Corporation sowie der United States Railway Association. Darüber hinaus engagierte er sich im Council on Foreign Relations.
Von 1984 bis 1994 war er als Vizepräsident und Berater bei der Telefongesellschaft bei GTE (General Telephone & Electronics Corporation) tätig.